# Red Ensign (film)
Red Ensign is een Britse dramafilm uit 1934 onder regie van Michael Powell.

## Verhaal
David Barr is de chef-ontwerper op een Britse scheepswerf. De werf heeft financiële moeilijkheden, maar Barr heeft een ontwerp voor een nieuw schip klaar. Bij de bouw ervan ondervindt hij tegenstand van de bank, bedrijfsspionnen en concurrerende scheepsbouwers.

## Rolverdeling
| Acteur            | Personage      |
| ----------------- | -------------- |
| Leslie Banks      | David Barr     |
| Carol Goodner     | June MacKinnon |
| Frank Vosper      | Lord Dean      |
| Alfred Drayton    | Manning        |
| Campbell Gullan   | Hannay         |
| Percy Parsons     | Casey          |
| Fewlass Llewellyn | Sir Gregory    |
| Henry Oscar       | Raglan         |
| Allan Jeayes      | Grierson       |
| Donald Calthrop   | Macleod        |
| Henry Caine       | Bassett        |